# Cmentarz żydowski w Krajence
Cmentarz żydowski w Krajence – kirkut znajdujący się w Krajence.
Kirkut został założony w XVII wieku, a zniszczony w latach 1938–1939 przez Niemców. Po 1945 został zamknięty. Położony był na ul. Ogrodowej, na terenie płaskim, na pd-wsch. obrzeżu miasta. Powierzchnia wynosiła ok. 0,7 ha.